# باولو ماتوس
باولو ماتوس هو لاعب كرة قدم برازيلي، ولد في 25 يناير 1984.